# 野々山享
野々山 享（ののやま すすむ、1930年または1931年 - 2019年<平成31年>4月12日）は、セントラル愛知交響楽団副理事長。

## 人物
元々は国語教師だったが、河合楽器製作所の営業マンに転職。同社社員として1966年（昭和41年）、名古屋フィルハーモニー交響楽団（名フィル）設立に関わる。
のち、名フィルで事務局長などを歴任した。その経験を買われ、同じく名古屋市内で活動をしていたが、経営状態の悪かった名古屋シティ管弦楽団から相談を受け、同楽団の経営立て直しに乗り出す。野々山は名フィルを辞め、自宅を担保に借金を肩代わりするなど、背水の陣で臨み、名古屋シティ管弦楽団を5年後にプロオーケストラへと変えた。セントラル愛知交響楽団となった同楽団において、事務局長・常務理事などを歴任した。